# Лігай (Айова)
Лігай (англ. Lehigh) — місто (англ. city) в США, в окрузі Вебстер штату Айова. Населення — 395 осіб (2020).

## Географія
Лігай розташований за координатами 42°21′30″ пн. ш. 94°3′12″ зх. д. / 42.35833° пн. ш. 94.05333° зх. д. (42.358223, -94.053380).  За даними Бюро перепису населення США в 2010 році місто мало площу 5,57 км², з яких 5,42 км² — суходіл та 0,16 км² — водойми.

## Демографія
Згідно з переписом 2010 року, у місті мешкало 416 осіб у 205 домогосподарствах у складі 118 родин. Густота населення становила 75 осіб/км².  Було 231 помешкання (41/км²).
Расовий склад населення:
| - 98,6 % — білих - 0,2 % — чорних або афроамериканців |

До двох чи більше рас належало 1,2 %. Частка іспаномовних становила 0,2 % від усіх жителів.
За віковим діапазоном населення розподілялося таким чином: 16,8 % — особи молодші 18 років, 61,3 % — особи у віці 18—64 років, 21,9 % — особи у віці 65 років та старші. Медіана віку мешканця становила 49,8 року. На 100 осіб жіночої статі у місті припадало 107,0 чоловіків;  на 100 жінок у віці від 18 років та старших — 104,7 чоловіків також старших 18 років.
Середній дохід на одне домашнє господарство  становив 39 661 долар США (медіана — 30 375), а середній дохід на одну сім'ю — 45 924 долари (медіана — 38 750). Медіана доходів становила 40 000 доларів для чоловіків та 28 750 доларів для жінок. За межею бідності перебувало 22,4 % осіб, у тому числі 33,3 % дітей у віці до 18 років та 18,2 % осіб у віці 65 років та старших.
Цивільне працевлаштоване населення становило 182 особи. Основні галузі зайнятості: будівництво — 33,0 %, виробництво — 18,7 %, освіта, охорона здоров'я та соціальна допомога — 18,7 %.